# Crepis napifera
Crepis napifera là một loài thực vật có hoa trong họ Cúc. Loài này được (Franch.) Babc. mô tả khoa học đầu tiên năm 1947.